# カラマイ区
カラマイ区（カラマイ-く、漢名：克拉瑪依区、ウイグル語：قاراماي شەھرى）は、中華人民共和国新疆ウイグル自治区カラマイ市に位置する市轄区。

## 概況
カラマイ市の四区のうちの一区。カラマイ市の中心街区にあり、市の政治、中国共産党、人民解放軍などの機関や、大企業新疆油田公司やカラマイ石化の本拠地を置くなど、市の政治、経済、文化と商業の中心となっている。通常の行政区画の他、新疆生産建設兵団第七師129団、130団、五五機械製造有限責任公司、第八師136団などがある。

## 行政区画
8街道、1郷を管轄：
- 街道弁事処：天山路街道、勝利路街道、崑崙路街道、銀河路街道、金竜鎮街道、五五新鎮街道、迎賓街道、古海街道
- 郷：小拐郷

## 交通
- カラマイ空港

## 観光
- 黒油山
- カラマイ河
- 西月潭
- 興農湖休暇村
- 白楊河谷
- 世界魔鬼城
- カラマイ区文化芸術祭